# HomePod

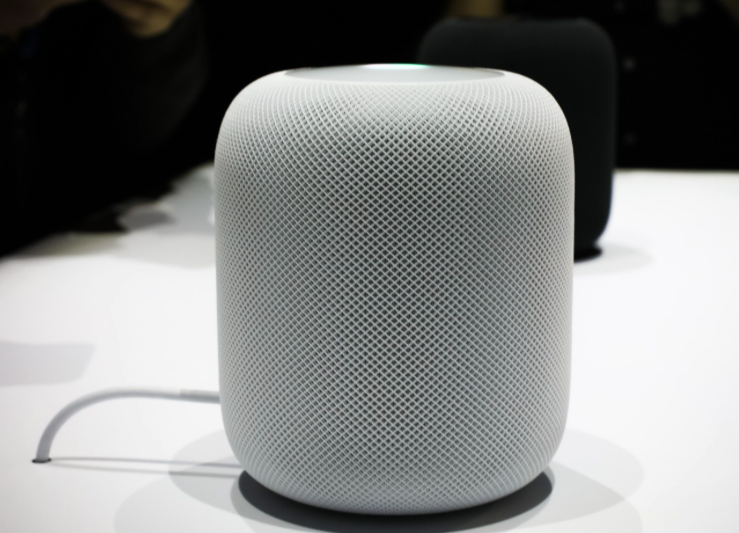
Das HomePod bei seiner Vorstellung anlässlich der WWDC 2017

HomePod ist ein vom US-amerikanischen Unternehmen Apple entwickelter intelligenter Lautsprecher, bei dem der Schwerpunkt auf die Tonqualität gelegt wurde. Das Gerät kann außerdem als Intelligenter Persönlicher Assistent über die eingebaute Siri-Funktionalität bei alltäglichen Aufgaben helfen und bietet auch eine Smart-Home-Steuerung. Nach zwischenzeitlicher Einstellung des HomePods erster Generation ist das HomePod seit 3. Februar 2023 als zweite Generation auf dem Markt.
Das HomePod Mini ist die am 13. Oktober 2020 von Apple vorgestellte kleinere Variante des HomePod.

## Geschichte
Das Homepod genannte Gerät wurde im Rahmen der WWDC 2017 vorgestellt und sollte ursprünglich im Dezember 2017 erscheinen; die Veröffentlichung musste jedoch verschoben werden. Das HomePod ist seit dem 9. Februar 2018 in Australien, Großbritannien und den USA erhältlich. Am 18. Juni 2018 erfolgte der deutsche Verkaufsstart. Der deutsche Verkaufspreis betrug 349 €, wobei dieser Anfang April 2019 auf 329 € herabgesetzt wurde.
Nach der Einstellung des Verkaufs der HomePod-Geräte erster Generation mit Ankündigung vom 12. März 2021 kündigte Apple erst am 18. Januar 2023 eine zweite Generation des HomePods an, die seit 3. Februar 2023 zum Preis von 349 Euro verfügbar ist.

## Merkmale
Das HomePod nutzt räumliche Orientierungshilfen, um seine Position im Raum zu erkennen und den Klang anzupassen. Sechs Mikrofone für die Sprachsteuerung erkennen die Stimme auch aus der Ferne und während Musik abgespielt wird. Der von Apple entwickelte A8-Chip ist für komplexe Aufgaben wie das Bassmanagement durch Software-Modellierung in Echtzeit zuständig.
Als Betriebssystem kam zunächst audioOS zum Einsatz, seit April 2020 setzt Apple auf tvOS als Grundlage, welches auch als Betriebssystem für die Apple-TV-Set-Top-Boxen dient. Während audioOS eine reduzierte iOS-Version darstellte, läuft mit tvOS nun eine auf das HomePod abgestimmte Software auf dem Gerät. Außerdem funktioniert das HomePod zusammen mit Apple Music, Siri sowie HomeKit-kompatiblen Geräten. Auf der Oberseite des HomePod befindet sich ein Display, das eine Siri-Wellenform anzeigt, wenn der Sprachassistent eingesetzt und zur Navigation benutzt wird. Ein spezielles Array aus sieben Hochtönern soll für einen raumfüllenden Klang sorgen. Das Gerät wiegt 2,5 kg, ist 172 mm hoch und 142 mm breit. Durch das Softwareupdate auf iOS 11.4 wurden weitere Funktionen wie das Koppeln von HomePods zu Stereopaaren und Multiroom-Audio mit AirPlay 2 nachgereicht.
Mit der Einführung von tvOS 14 haben Nutzer nun einfacher die Möglichkeit Musik von Drittanbietern abzuspielen.
Sowohl die HomePods der ersten als auch die der zweiten Generation können auf Möbelstücken aus Holz nach kurzer Zeit weiße, ringförmige Flecken hinterlassen.